# 后梁
後梁（907年－923年11月19日）是中国历史上的首个建都开封的王朝；也是五代中的第一个政权。自907年梁太祖朱温篡唐称帝建國至923年梁末帝亡国于后唐，历时16年。因为皇帝为朱姓，为与南北朝时的南梁区别，故又称朱梁，後唐和不承認梁的各地藩鎮稱之為偽梁。

## 历史

### 开国
朱全忠原为唐僖宗在位时代爆发的黄巢之乱将领，原名朱溫。降唐后赐名全忠，任宣武军节度使，据汴州（今河南开封），渐渐成为唐末最强大的藩镇，并受封为梁王。天祐元年（904年）闰四月，自西京长安劫持唐昭宗李晔至东都洛阳，又于八月加害，并另立年仅13岁的李祝为帝，即唐哀帝，并发起白马驿之祸清洗官僚及杀害皇室成员，准备篡位。
唐天祐四年四月十八日（907年6月1日），朱全忠迫使哀帝禅位，以其封爵“梁王”（“梁”之得名来自其祖居砀山为战国时梁国故地）改国号为梁，建元开平，都汴（号开封府），史称后梁，是为梁太祖。根據五行相生的規律，唐朝的「土」德之後為「金」德，因此後梁以「金」為王朝德運。后梁疆土虽是中原五个王朝中最小的一个，辖地仅今河南、山东两省，陕西、湖北大部，河北、宁夏、山西、江苏、安徽等省的一部，但也是存在最久的五代朝，并得到契丹及一些藩镇（见下）的尊奉。

### 梁晋争霸
朱温篡唐后，很多藩镇均不承认后梁，仍用唐年号。次年（908年）蜀王王建也称帝，建立了前蜀。当时有些割据势力表示归顺后梁，朱温遂晋封湖南马殷为楚王，两浙钱镠为吴越王，广东刘隐为靜海軍節度使，福建王审知为闽王。同年，太祖杀唐哀帝。開平三年（909年），幽州刘守光自稱幽州節度使，建立刘燕。而位於江浙一帶的淮南節度使楊行密則早在天復二年（902年）就已受封為吳王，建立吳。连同后梁，十一个割据势力并存。
由于过去朱温与李克用在公私事上均有有恩怨，所以自建国起，后梁与晋王李克用、李存勗持续战斗，直至亡国。后梁建立后发兵8万，打算收复被李克用占据的潞州，但围攻半年不下。次年初李克用死，李存勗继为晋王，亲率晋军为潞州解围，大获全胜。
梁太祖疑功臣，迫使镇州（今河北正定）王鎔和定州（今属河北）王处直，于开平四年（910年）起兵反梁，并向晋王求援。乾化元年（911年）初，李存勗率晋军击梁军于柏乡（今属河北），经过一日激战后，梁军大败。晋军追击150余里，直至邢州（今河北邢台），又连克澶州（今河南濮阳）、新乡（今属河南）等地。梁太祖亦亲自率军前往洛阳设防。柏乡之战梁军主力受损，后梁处于劣势。
次年，梁太祖趁晋攻燕，带病亲率军北上，号称50万大军。昼夜兼行，至下博（今河北深州），率军5万转攻蓨县（今景县）。其时晋军主力北攻幽州，南方空虚，僅有符存審的少量兵力鎮守赵州（今河北赵县），但他用計以小部队骚扰梁军，又派数百骑兵伪装梁军，趁夜袭了梁太祖营寨，外加被晋军释放的梁军士兵，归来后传言晋王李存勗亲率大军来攻，梁太祖惊惶失措，遂烧营夜遁。

### 梁朝內亂
乾化二年（912年）五月，梁太祖退至洛阳，病入膏肓，同年六月，为次子朱友珪所杀。次年，朱友珪又为禁軍所杀，梁太祖四子东都留守朱友贞遂在东都开封继位，是为梁末帝。後梁内乱相继，只有大将杨师厚率军与晋、赵周旋于河北。
贞明元年（915年）春，杨师厚死，梁朝廷密謀把杨师厚的領地一分為二，魏州（今河北大名县东北）军士叛降于晋，晋王李存勗乃亲征出兵太行黄泽岭（今山西左权东南），又袭德州（今属山东）、澶州，梁军连战皆败。次年春，梁末帝命王檀率军3万北上，直奔太原，企图袭取晋军基地，但为守城军击败。
贞明四年（918年）八月，晋王李存勗举兵魏州南下，想要灭梁，与梁军相持于濮州一带。十二月下旬，晋军至胡柳陂（今濮阳西南），贺瓌率梁军跟踪而至，两军激战，梁军骑军王彦章败，西逃时冲散了晋军的西线部队，晋名将周德威战死。另一名將李存審與李嗣昭、王建及率領骑兵反攻冲击梁軍步兵，后梁惨败，伤亡近3万。但晋军也因此战元气大伤，梁晋战争沉寂了一段时期。
龙德元年（921年）春，晋王李存勗正拟称帝之际，镇州王鎔为部下张文礼所杀。张文礼勾结後梁与契丹。晋军进围镇州时，梁军袭击晋军，却反为晋军所败，死伤2万多人。同年末，契丹南侵，晋军在望都之战，大破契丹。

### 灭亡
龙德三年（923年），晋王李存勗称帝，国号大唐，史称後唐。
龙德三年闰四月末，后唐乘后梁西攻泽州（今山西晋城），派将李嗣源率骑5000袭郓州（今山东东平），次日清晨占之。
后梁启用王彦章为帅，段凝为副帅，调集精兵10万北讨后唐。李存勗亲自率军与梁军苦战于杨刘（今东阿）。后王彦章兵败中都县（今山东汶上）被俘斩。923年11月19日后唐军达开封城下，开封随即降唐，梁末帝自殺，後梁滅亡。

## 君主

### 君主列表
| 肖像 | 庙号                  | 谥号                      | 名讳                                              | 在世时间     | 在位时间     | 年号及使用时间        | 年号及使用时间 | 陵寝   |
| ---- | --------------------- | ------------------------- | ------------------------------------------------- | ------------ | ------------ | --------------------- | -------------- | ------ |
| －   | 肃祖 （太祖朱晃追尊） | 宣元皇帝 （太祖朱晃追谥） | 朱黯                                              | ？           | －           | －                    | －             | 興極陵 |
| －   | 敬祖 （太祖朱晃追尊） | 光獻皇帝 （太祖朱晃追谥） | 朱茂琳                                            | ？           | －           | －                    | －             | 永安陵 |
| －   | 憲祖 （太祖朱晃追尊） | 昭武皇帝 （太祖朱晃追谥） | 朱信                                              | ？           | －           | －                    | －             | 光天陵 |
| －   | 烈祖 （太祖朱晃追尊） | 文穆皇帝 （太祖朱晃追谥） | 朱誠                                              | ？           | －           | －                    | －             | 咸寧陵 |
|      | 太祖                  | 神武元聖孝皇帝            | 朱晃 （原名温，唐僖宗李儇赐名全忠，称帝后改名晃） | 852年－912年 | 907年－912年 | 開平                  | 907年－911年   | 宣陵   |
| 乾化 | 太祖                  | 神武元聖孝皇帝            | 朱晃 （原名温，唐僖宗李儇赐名全忠，称帝后改名晃） | 852年－912年 | 907年－912年 | 911年－912年          |                | 宣陵   |
| －   | －                    | －                        | 朱友珪 （原为郢王，追废庶人）                     | 875年－913年 | 912年－913年 | 鳳曆                  | 912年－913年   | —      |
| —    | —                     | —                         | 朱友貞 （史称末帝）                               | 888年－923年 | 913年－923年 | 乾化 （复用太祖年号） | 913年－915年   | —      |
| —    | —                     | —                         | 朱友貞 （史称末帝）                               | 888年－923年 | 913年－923年 | 贞明                  | 915年－921年   | —      |
| —    | —                     | —                         | 朱友貞 （史称末帝）                               | 888年－923年 | 913年－923年 | 龙德                  | 921年－923年   | —      |

### 君主世系图
|  |  |                       |                       |                       |                       |                       |                       | 梁烈祖 朱誠                             |  |  |  |  |  |                           |                           |                           |                           |                           |                           |  |  |  |  |  |  |
|  |  |                       |                       |                       |                       |                       |                       |                                         |  |  |  |  |  |                           |                           |                           |                           |                           |                           |  |  |  |  |  |  |
|  |  |                       |                       |                       |                       |                       |                       | 梁太祖 朱晃（朱温、朱全忠） 852-907-912 |  |  |  |  |  |                           |                           |                           |                           |                           |                           |  |  |  |  |  |  |
|  |  |                       |                       |                       |                       |                       |                       |                                         |  |  |  |  |  |                           |                           |                           |                           |                           |                           |  |  |  |  |  |  |
|  |  |                       |                       |                       |                       |                       |                       |                                         |  |  |  |  |  |                           |                           |                           |                           |                           |                           |  |  |  |  |  |  |
|  |  | 郢王 朱友珪 ?-912-913 | 郢王 朱友珪 ?-912-913 | 郢王 朱友珪 ?-912-913 | 郢王 朱友珪 ?-912-913 | 郢王 朱友珪 ?-912-913 | 郢王 朱友珪 ?-912-913 |                                         |  |  |  |  |  | 梁末帝 朱友貞 888-913-923 | 梁末帝 朱友貞 888-913-923 | 梁末帝 朱友貞 888-913-923 | 梁末帝 朱友貞 888-913-923 | 梁末帝 朱友貞 888-913-923 | 梁末帝 朱友貞 888-913-923 |  |  |  |  |  |  |

## 名臣名将
- 敬翔
- 張全義
- 王彦章

### 引用
1. ↑  徐俊. . 湖北武昌: 华中师范大学出版社. 2000-11: 215–217. ISBN 7-5622-2277-0.
2. ↑  Chen, Yuan Julian. .   [2018-05-16]. （原始内容存档于2017-10-10） （英语）.
3. ↑  . 中國社會科學網. 2018-02-02  [2018-02-13]. （原始内容存档于2021-01-06）.
4. ↑  《旧五代史·武皇纪上》：「（此事发生于唐中和四年，884年）是月，班师过汴，汴帅迎劳于封禅寺，请武皇休于府第，乃以从官三百人及监军使陈景思馆于上源驿。是夜，张乐陈宴席，汴帅自佐飨，出珍币侑劝。武皇酒酣，戏诸侍妓，与汴帅握手，叙破贼事以为乐。汴帅素忌武皇，乃与其将杨彦洪密谋窃发，彦洪于巷陌连车树栅，以扼奔窜之路。时武皇之从官皆醉，俄而伏兵窜发，来攻传舍。武皇方大醉，噪声动地，从官十余人捍贼。侍人郭景铢灭烛扶武皇，以茵幕裹之，匿于床下，以水洒面，徐曰：“汴帅谋害司空！”武皇方张目而起，引弓抗贼。有顷，烟火四合，复大雨震电，武皇得从者薛铁山、贺回鹘等数人而去。雨水如澍，不辨人物，随电光登尉氏门，缒城而出，得还本营。监军陈景思、大将史敬思并遇害。」公事則是朱溫阻止李克用勤王和征服與李克用友好的藩鎮。
5. ↑  《资治通鉴》：闰月壬戌，帝疾甚，谓近臣曰：「我经营天下三十年，不意太原余孽更昌炽如此！吾观其志不小，天复夺我年，我死，诸兒非彼敌也，吾无葬地矣！」
6. ↑  《资治通鉴》：次郢王友珪，其母亳州营倡也，为左右控鹤都指挥使。次均王友贞，为东都马步都指挥使。帝虽未以友文为太子，意常属之。六月丁丑朔，帝命敬翔出友珪为莱州刺史，即命之官。已宣旨，未行敕。时左迁者多追赐死，友珪益恐。戊寅，友珪易服微行入左龙虎军，见统军韩勍，以情告之。勍亦见功臣宿将多以小过被诛，惧不自保，遂相与合谋。勍以牙兵五百人从友珪杂控鹤士入，伏于禁中；夜斩关入，至寝殿，侍疾者皆散走。帝惊起，问：「反者为谁？」友珪曰：「非他人也。」帝曰：「我固疑此贼，恨不早杀之。汝悖逆如此，天地岂容汝乎！」友珪曰：「老贼万段！」友珪仆夫冯廷谔刺帝腹，刃出于背。友珪自以败氈裹之，瘗于寝殿，秘不发丧。遣供奉官丁昭溥驰诣东都，命均王友贞杀友文。己卯，矫诏称：“博王友文谋逆，遣兵突入殿中，赖郢王友珮忠孝，将兵诛之，保全朕躬。然疾因震惊，弥致危殆，宜令友珪权主军国之务。”韩勍为友珪谋，多出府库金帛，赐诸军及百官以取悦。辛巳，丁昭溥还，闻友文已死，乃发丧，宣遗制，友珪即皇帝位。